# Armel Guerne
 (janvier 2025).
Si vous disposez d'ouvrages ou d'articles de référence ou si vous connaissez des sites web de qualité traitant du thème abordé ici, merci de compléter l'article en donnant les références utiles à sa vérifiabilité et en les liant à la section « Notes et références ».
 (janvier 2025).
La mise en forme du texte ne suit pas les recommandations de Wikipédia : il faut le « wikifier ».
Les points d'amélioration suivants sont les cas les plus fréquents. Le détail des points à revoir est peut-être précisé sur la page de discussion.
- Les titres sont pré-formatés par le logiciel. Ils ne sont ni en capitales, ni en gras.
- Le texte ne doit pas être écrit en capitales (les noms de famille non plus), ni en gras, ni en italique, ni en « petit »…
- Le gras n'est utilisé que pour surligner le titre de l'article dans l'introduction, une seule fois.
- L'italique est rarement utilisé : mots en langue étrangère, titres d'œuvres, noms de bateaux, etc.
- Les citations ne sont pas en italique mais en corps de texte normal. Elles sont entourées par des guillemets français : « et ».
- Les listes à puces sont à éviter, des paragraphes rédigés étant largement préférés. Les tableaux sont à réserver à la présentation de données structurées (résultats, etc.).
- Les appels de note de bas de page (petits chiffres en exposant, introduits par l'outil «  Source ») sont à placer entre la fin de phrase et le point final[comme ça].
- Les liens internes (vers d'autres articles de Wikipédia) sont à choisir avec parcimonie. Créez des liens vers des articles approfondissant le sujet. Les termes génériques sans rapport avec le sujet sont à éviter, ainsi que les répétitions de liens vers un même terme.
- Les liens externes sont à placer uniquement dans une section « Liens externes », à la fin de l'article. Ces liens sont à choisir avec parcimonie suivant les règles définies. Si un lien sert de source à l'article, son insertion dans le texte est à faire par les notes de bas de page.
- La présentation des références doit suivre les conventions bibliographiques. Il est recommandé d'utiliser les modèles {{Ouvrage}}, {{Chapitre}}, {{Article}}, {{Lien web}} et/ou {{Bibliographie}}. Le mode d'édition visuel peut mettre en forme automatiquement les références.
- Insérer une infobox (cadre d'informations à droite) n'est pas obligatoire pour parachever la mise en page.

Pour une aide détaillée, merci de consulter Aide:Wikification.
Si vous pensez que ces points ont été résolus, vous pouvez retirer ce bandeau et améliorer la mise en forme d'un autre article.
Pour les articles homonymes, voir Guerne.
Armel Guerne, né à Morges (Suisse) le 1er avril 1911 et mort à Marmande (Lot-et-Garonne) le 9 octobre 1980, est un poète et traducteur de langue française, de père suisse et de mère française. Pendant la Seconde Guerre mondiale, il fut membre du réseau Prosper-PHYSICIAN du service secret britannique Special Operations Executive, aux côtés de Francis Suttill « Prosper », le chef du réseau.

## Biographie

### Famille
Il est le fils de Denis Guerne (1880, Malleray - 1941, Saint-Germain-en-Laye) et d'Angèle Gohard (1883, Nantes - 1972, Saint-Germain-sur-Avre), mariés en 1909 et divorcés en 1918. Ses parents ont eu deux autres enfants : Alain (1910, Morges - 1973, Paris) et Arlette (1912, Morges - 1984, Nogent-le-Rotrou).
Armel Guerne a eu pour épouse Jeanne-Gabrielle Berruet (dite « Pérégrine »), et pour compagnes Marie-Thérèse Woog (« Maïthé »), fille du peintre Raymond Woog, et Ellen Guillemin Nadel.
Avec Maïthé il eut deux enfants non reconnus, Christophe Woog en 1945, et Nathalie Woog en 1949.

### Les premières années (1911-1939)
Après le divorce des parents, Armel et son frère vivent avec leur père qui part s'installer en France, près de Paris, en 1920. Armel poursuit ses études au lycée de Saint-Germain-en-Laye, avant de se voir couper les vivres par son père, qui voulait lui imposer des études de commerce. Aidé par la famille de son meilleur ami Mounir Hafez, il peut continuer ses études. En 1929, il est ensuite professeur en Syrie, où il reste quelques mois. De retour en France, en 1932, avec le docteur Roger Frétigny, il fonde à la Sorbonne le « Groupe d'études psychologiques », prononce quelques conférences. Il participe aussi à la fondation des éditions du Grenier, où est publié son premier livre, Oraux, en 1934.

### La résistance (1939-1944)
Pendant la Seconde Guerre mondiale, il cesse toute activité littéraire pour se consacrer aux actions de résistance : il s'engage dans un réseau britannique du Special Operations Executive, le réseau Prosper-PHYSICIAN, aux côtés du chef du réseau, Francis Suttill « Prosper », dont il devient le second. Lors de l'effondrement du réseau fin juin 1943, il est arrêté par la Gestapo, est interné à la prison de Fresnes puis au camp de Royallieu près de Compiègne. Envoyé à Buchenwald, il réussit en chemin à s'échapper du train avant Charleville et rejoint Londres.
La boîte déroulante ci-dessous détaille cette période de sa vie.

### Les dernières années (1944-1980)
Après la guerre, il traduit de nombreux auteurs, notamment Novalis, Rilke, Hölderlin, les frères Grimm, Melville, Virginia Woolf, Dürrenmatt, Elias Canetti, Lao Tseu et Kawabata, tout en poursuivant son œuvre personnelle.
Il se lie d’amitié avec Georges Bernanos (à partir de 1945) et avec Cioran (à partir du début des années 1950).
En 1962, André Breton publie Éphémérides surréalistes, 1955-1962, et distingue pour l'année 1957 trois livres importants, outre le sien propre L'Art magique et celui de Roger Caillois L'Incertitude qui vient des rêves, le livre-somme d'Armel Guerne Les Romantiques allemands.
À son sujet, Maurice Blanchot, rendant compte d'un ouvrage de Martin Buber, Récits hassidiques, écrit : « La traduction digne du texte — original sans origine — est d'Armel Guerne. »
Armel Guerne obtient également la reconnaissance d'écrivains tels qu'Yves Bonnefoy, Marcel Brion, Robert Sabatier.
En 1960, Armel Guerne se retire dans le moulin à vent de Tourtrès (Lot-et-Garonne). Il y invite des poètes hennuyers : Madeleine Biefnot et son époux Franz Moreau, puis son compagnon le pédagogue Jacques Duez. Il meurt le 9 octobre 1980 à l'hôpital de Marmande.
Son œuvre de traducteur, comme de poète ou essayiste est ancrée dans une haute estime du langage et du « verbe créateur », une dimension mystique de la parole, selon laquelle les langues humaines sont une « matrice spirituelle [...] une image directe du Verbe créateur », un reflet du Verbe divin, lié à l'éternité. À travers ses traductions comme ses réflexions sur des auteurs orientaux ou occidentaux, d'hier ou d'aujourd'hui, avec un attrait particulier pour les Romantiques allemands, Guerne développe aussi une méditation plus générale sur la vocation spirituelle de l'homme, incarnée selon lui par la poésie comme « verbe vivant », c'est-à-dire une manière d'être, à l'opposé de ce qu'en a fait le monde contemporain, une réduction aux belles-lettres ou aux vanités du monde des apparences, encombré des vessies et lanternes de l'actualité littéraire et médiatique. Selon lui, la tâche essentielle revient à « apprendre à vivre et à écrire à fond, sans tricher ». Mais alors que la poésie devrait aider l'homme à se respiritualiser, le monde contemporain lui apparaît comme la fin de notre civilisation. Défenseur du « poids vivant de la parole », il déplore : « Ce qui fausse aujourd'hui l'art d'écrire et l'écarte de ses magies opérant en silence sur la sensibilité et la richesse du lecteur, ce lien d'esprit à esprit par-dessus les mots, cette transfusion d'âme à âme, c'est que la plupart des auteurs n'écrivent que pour être imprimés et pour faire du bruit. Or le sublime don de l'œuvre écrite, son mode opératoire est le silence essentiel qu'elle apporte avec elle ». Selon lui, « toute langue est, par essence, faite pour l'ineffable », et la poésie se situe au-delà des mots et des paroles, dans l'itinéraire vivant qu'ils dessinent et incarnent, dans ce « chemin mystérieux qui va vers l'intérieur », dont parle Novalis ; elle est « le chant de l'être, son sentiment et sa conscience ».

## Œuvres

### L'auteur
- Oraux, éd. Grenier, 1934
- Le Livre des quatre éléments, G.L.M., 1938 ; Le Capucin, 2001
- La Cathédrale des douleurs, La Jeune Parque, 1945 (Repris dans Danse des morts)
- Mythologie de l'homme, La Jeune Parque, 1945 ; La Baconnière, 1946 ; Le Capucin, 2005
- Danse des morts, La Jeune Parque, 1946 ; Le Capucin, 2005
- La nuit veille, Desclée de Brouwer, 1954 ; InTexte, coll. « D'Orient et d'Occident », introduction de Jean-Yves Masson, 2006
- Le Temps des signes, Plon, 1957 ; Granit, 1977 ; Le Capucin, 2005
- Testament de la perdition, Desclée de Brouwer, 1961
- Les Jours de l'Apocalypse, Éditions Zodiaque, 1967. Poèmes d'Armel Guerne et visions de saint Jean. Reproductions de détails de l'Apocalypse de Beatus de Liébana.
- Rhapsodie des fins dernières, Phébus, 1977
- Le Jardin colérique, Phébus, 1977
- L'Âme insurgée, écrits sur le Romantisme, Phébus, 1977 ; Le Seuil, coll. « Points essais », édition augmentée, préface de Stéphane Barsacq, 2011
- Temps coupable, Solaire, 1978 (repris dans Au bout du temps)
- À contre-monde, Privat, coll. « La Contre-Horloge », 1979 (repris dans Au bout du temps)
- Au bout du temps, Solaire, 1981 ; rééd. avec des dessins de Denise Esteban, préface de René Daillie, Fédérop, 1985
- Le Poids vivant de la parole, Solaire, 1983
- Fragments, Fédérop, 1985 ; 2eme édition 2019
- Les Veilles du prochain livre, Le Capucin, 2000
- Journal 1941-1942, Le Capucin, 2000
- Le Poids vivant de la parole, Fédérop, 2007 ; édition revue et augmentée, contenant : • Temps coupable • L'Arbre de foi • À contre-monde • Le Sang lourd • Le Poids vivant de la parole • Poèmes inédits
- André Masson ou les autres valeurs, Les Amis d'Armel Guerne asbl, 2007 (édition hors commerce)
- Le Verbe nu. Méditation pour la fin des temps, Le Seuil, édition établie et préfacée par Sylvia Massias, 2014

### Le passeur
- Les Romantiques allemands, édition établie et présentée par Armel Guerne, Desclée de Brouwer, 1956, 1963 ; Phébus, 2004.

Traductions par Armel Guerne, Albert Béguin, Lou Bruder, Jean-François Chabrun, René Jaudon, Flora Klee-Palyi, Gilbert Socart et Robert Valençay.
Textes de : Hölderlin, Jean Paul, Ludwig Tieck, Novalis, les frères Friedrich et August Wilhelm Schlegel, Wackenroder, un poète inconnu, Franz Xaver von Baader, F. G. Wetzel, Hendrik Steffens, Clemens Brentano, Achim von Arnim, Adelbert von Chamisso, E.T.A. Hoffmann, Friedrich de La Motte-Fouqué, Contessa, Heinrich von Kleist, Karoline von Günderode, Bettina von Arnim, Beethoven, Eichendorff, Georg Büchner, Christian Dietrich Grabbe, Eduard Mörike.
(Volontairement isolée, cette œuvre majeure d’Armel Guerne assure un « pont » emblématique entre les textes « personnels » et le travail considérable du traducteur.)
- Gérard de Nerval (choix d’œuvres, préface, notices), Club français du livre, 1966.

### Le traducteur

#### De l'allemand
- Les Romantiques allemands, texte français et présentation par Armel Guerne, Desclée de Brouwer, 1956, 1963 ; Phébus, 2004 (voir ci-dessus).
- Novalis
  - Les Disciples à Saïs, G.L.M., 1939. Avec un frontispice d'André Masson.
  - Europe ou la chrétienté, collaboration à la réédition 1949 du numéro spécial des Cahiers du Sud sur le Romantisme allemand.
  - Hymnes à la nuit, Falaize, 1950.
  - Fragments, choix et traduction, Aubier-Montaigne, 1973.
  - Œuvres complètes, édition établie, traduite et présentée par Armel Guerne ; 2 vol. : I. Romans. Poésies. Essais. – II. Les fragments ; Gallimard, 1975.
  - Les Disciples à Saïs. Hymnes à la nuit. Chants religieux, avec quelques poèmes extraits d'Henri d'Ofterdingen, Gallimard, coll. « Poésie », 1980.
  - Henri d'Ofterdingen, Gallimard, coll. « L'Étrangère », 1997.
  - Journal intime après la mort de Sophie, Mercure de France, coll. « Le Petit Mercure », 1997.
- Rainer Maria Rilke
  - Lettres à une musicienne, Falaize, 1952.
  - Les Élégies de Duino, Mermod, coll. « Du Bouquet », 1958. Dessins de Picasso.
  - Les Élégies de Duino. Les sonnets à Orphée, Édition bilingue, Le Seuil, 1972.
- Friedrich Hölderlin, Hymnes, élégies et autres poèmes, Mercure de France, 1950 ; GF Flammarion, 1983.
- Jacob et Wilhelm Grimm, Les Contes, Kinder- und Hausmärchen[18], Flammarion, coll. « L'Âge d'or », 1967 ; Le Seuil, 2003.
- Heinrich von Kleist
  - La Marquise d'O… et autres nouvelles[19], Phébus, 1976.
  - Michael Kohlhaas et autres nouvelles[20], Phébus, coll. « Verso », 1983.
- Friedrich Dürrenmatt
  - La Panne, Albin Michel, 1958 ; La Guilde du livre, 1960 ; Le Livre de poche, 2003.
  - La Promesse, Albin Michel, 1959 ; La Guilde du livre, 1964 ; Le Livre de poche, 2002.
  - Le Juge et son bourreau, Albin Michel, 1961 ; Le Livre de poche, 2002.
  - Le Soupçon, Albin Michel, 1961.
  - Romans (La Panne, Le Juge et son bourreau, Le Soupçon), Albin Michel, 1980.
- Urs von Balthasar, Ronchamp (préface à un album de photos), Desclée de Brouwer, 1958.
- Albert Bettex, L'Invention du monde, Delpire, 1960.
- Martin Buber, Récits hassidiques, Plon, 1963.
- Elias Canetti, Le Territoire de l'homme : réflexions 1942-1972, Albin Michel, 1978 ; Le Livre de poche, 1998.
- Karlheinz Deschner
  - La Nuit autour de ma maison, Albin Michel, 1963.
  - Florence sans soleil, Albin Michel, 1963.
- Theodor Haecker, Métaphysique du sentiment, Desclée de Brouwer, 1953.
- Friedrich Heer, Réalités et vérité, Desclée de Brouwer, 1957.
- Wassily Kandinsky, Interférences, Delpire, 1960.
- Paul Klee, Aquarelles et dessins, trad. de Confession créatrice et Poèmes, Delpire, 1959.
- Henri Nouveau (Henrik Neugeboren), Pensées et aphorismes : fragments de journal de 1926 à 1955, Richard-Masse / La Revue musicale, 1970.
- Paracelse, Les Prophéties (texte établi par Charles Le Brun), Le Rocher, 1985.
- Josef Pieper et Henri Raskop, Je crois en Dieu. Un Catéchisme pour adultes, Desclée de Brouwer, 1953.
- Emile Schulthess
  - Afrique I et Afrique II, Delpire, 1955.
  - U.S.A., photos d'un périple aux États-Unis d'Amérique, Delpire, 1955.
- Wols, En personne (traduction du texte de Werner Haftmann), Delpire, 1963.

#### De l'anglais
- Anonyme (mystique anglais du XIVe siècle), Le Nuage d'inconnaissance, Éditions des Cahiers du Sud, 1953 ; Club du livre religieux, 1957 ; Le Seuil, 1977.
- Herman Melville
  - Mardi, traduit de l'anglais par Charles Cestre, texte français revu par Armel Guerne, couverture de Max Ernst, Robert Marin, 1950 ; Lebovici/Ivrea, 1984.
  - Moby Dick, Le Sagittaire, 1954 ; Le Club français du livre, 1955 ; Phébus, 2005 ; Libretto, 2007 et 2011.
  - Moi et ma cheminée ; Jimmy Rose ; L'heureuse faillite, Falaize, 1951 ; Le Seuil, 1984 ; L'Ampoule, 2003.
  - Redburn ou sa première croisière, préface de Pierre Mac Orlan, couverture de Max Ernst, Robert Marin, 1950 ; Gallimard, 1976.
  - White Jacket (avec Charles Cestre), Robert Marin, 1950 ; Julliard, 1992.
- Sir Winston Churchill, Histoire des peuples de langue anglaise (4 vol.), Plon, 1956-1959 ; Metvox Publications, 2017.
- Edward Quinn et Roland Penrose, Picasso à l'œuvre, Manesse, 1965.
- William Shakespeare, Poèmes et Sonnets, Desclée de Brouwer, 1964 ; Rencontre, 1969.
- Robert Louis Stevenson, Dr Jekyll et M.. Hyde (suivi de Alolla, Le Voleur de Cadavres, Janet la Déjetée, Markheim), Cercle du Bibliophile/Edito service, 1968 ; Phébus, 1994 ; Phébus-libretto, 2010.
- Chögyam Trungpa, Méditation et Action, Causeries au Centre Tibétain de Samyê-Ling mises en français par Armel Guerne, Fayard, 1973.
- X, Le Retour de l'Âme prodigue (avec Yvonne Vineuil), Éditions des Cahiers du Sud, 1952.
- Virginia Woolf, Croisière (The Voyage Out), Robert Marin, 1952 ; Les Belles lettres, 2016.

#### Du tchèque
- Eduard Bass, Le Cirque Humberto, Albin Michel, 1952 ; Club du livre sélectionné, 1952 ; Club du Livre du mois, 1954 ; L'Ambassade du livre, 1965.

#### Du chinois
- Lao Tseu, Tao Tö King, Club français du livre, 1963.
- Ts'ao Siue-Kin, Le Rêve dans le pavillon rouge (traduit du chinois par Franz Kuhn, version française par Armel Guerne), 2 vol., Guy Le Prat, 1957-1964.

#### Du japonais
- Emaki. L'art classique des rouleaux peints japonais, par A. Hase et D. Seckel, texte français par Armel Guerne, Delpire, 1959.
- Konjaku, 34 récits fantastiques du XIe siècle traduits par Tsukakoshi Satoshi, version française par Armel Guerne, Delpire, 1959.
- Kawabata Yasunari (traduit du japonais par Fujimori Bunkichi, texte français par Armel Guerne) 
  - Pays de neige, Albin Michel, 1960 ; Le Club français du livre, 1961 ; Le Livre de poche, 1971.
  - Nuée d'oiseaux blancs, Plon, 1960 ; La Guilde du livre, 1969 ; Rombaldi, 1970 ; Sillage, 2009.

#### Du grec et du latin liturgique
- L’Hymne acathiste et hymnes latines, dans Vierges romanes, Éditions Zodiaque, 1961.
- Le Chant sacré des heures, hymnes du bréviaire monastique, dans Il y eut un soir, il y eut un matin d’Æmiliana Löhr, Saint-Paul, 1966.

#### Cas particulier
- Le Livre des Mille et une Nuits, Club français du livre, 1966-1967 (6 vol.), texte français par Armel Guerne d'après les traductions de Richard Francis Burton et de Edward William Lane.

### Correspondance
- Lettres de Guerne à Cioran, 1955-1978, collection Lettres d’hier et lettres d’aujourd’hui, Le Capucin, 2001.
- Armel Guerne / Dom Claude Jean-Nesmy, Lettres 1954-1980, Le Capucin, 2005.
- E.M. Cioran, A. Guerne Lettres 1961-1978, édition établie et annotée par Vincent Piednoir, éditions de L’Herne, 2011.

### Ouvrages et revues
- (en) John Vader, The Prosper Double-Cross, a factual history mystery of French Resistance, Sunrise Press, Australia, 1977.  (ISBN 0959642501)
- Armel Guerne. « Entre le verbe et la foudre », suivi d'un Hommage à Mounir Hafez, catalogue d'exposition (présentée du 13 octobre au 1er décembre 2001), établi par Philippe Blanc, Charleville-Mézières : Bibliothèque municipale, 2001.
- John Vader, Nous n’avons pas joué. L’effondrement du réseau Prosper 1943, traduction (de The Prosper Double-Cross), notes et annexes de Charles Le Brun, Paris, Le Capucin, 2002.  (ISBN 2-913493-41-6)
- Nunc, n° 35, « Cahier Armel Guerne », dirigé par Sylvia Massias, février 2015.
- Charles Le Brun, Jean Moncelon, Armel Guerne l’Annonciateur, Paris, Pierre-Guillaume de Roux, 2016.  (ISBN 978-2-36371-160-1)

### Thèses et mémoires
- François Lepargneur, Armel Guerne ou le Testament de la Perdition, mémoire en littérature et politique, sous la direction de Jean-Louis Loubet Del Bayle, Institut d’études politiques de Toulouse, 1975, 68 p.
- Sidonie Mézaize, La Réception de la pensée de Novalis dans l’œuvre d’Armel Guerne : une expérience fusionnelle de la traduction, master 2 de Lettres modernes, Université de Paris-Sorbonne (Paris IV), sous la direction de Jean-Yves Masson, 2007.
- Sylvia Massias, La Marge essentielle : Cioran, Armel Guerne, Vincent La Soudière, thèse HDR, Sorbonne, 2019.
- Loris Perret, Temps et prophétisme dans l’œuvre poétique tardive d’Armel Guerne (1967-1977), mémoire de Master 1 de Lettres modernes, École normale supérieure de Lyon, sous la direction de Jean-Yves Masson, 2021.

## Discographie
- Paraphrases sur Les Jours de l’Apocalypse. I-IX. — Poèmes d’Armel Guerne. X-XIV. — Visions de saint Jean, traduites par François Philippe de Mesenguy. Improvisations sur des antiennes du graduel romain et chorals luthériens. Marie-Christine Barrault, récitante ; Pascal Vigneron, orgue. CD réf. QM 7047 DDD, édition Quantum, 2008[21].